# Szalma Piroska
Szalma Piroska, dr. Szalma Béláné, született Tóth Piroska (Hódmezővásárhely –)  a Camea modellje, az első magyar modell, aki óriásplakáton szerepelt.

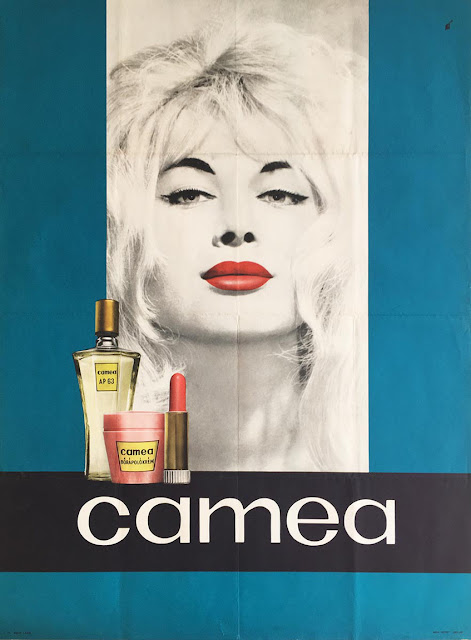
Camea plakát, modell: Szalma Piroska

## Élete
Hódmezővásárhelyről költözött Budapestre. Először lottóplakáton tűnt fel, fürdőruhában.
1966-ban óriásplakáton népszerűsítette a Camea termékeket (A Kozmetikai és Háztartásvegyipari Vállalat, KHV, Camea márkanevű kozmetikuma), az utcán, házak falán, hirdette, de villamosplakáton is a Camea-rúzst, krémet, parfümöt. Egyetemi ösztöndíj-kiegészítés céljából kezdett el modellkedni, sikeres próbafelvételek után Szalma Piroska. Szakmai körökben a „magyar Brigitte Bardot-nak” nevezték szőke haja és megközelíthetetlensége miatt.
Az 1960-as évek végétől az egyike volt a legismertebb modelleknek. Felkérték gumimatrac-, Orion-, Videoton-márkák és egyéb reklámokra is, a kor sztármodellje volt, Magyarországon elsőként szerepelt óriásplakáton. Sok címlapon is láthattuk, például az Ország-világ, a Nők Lapja, a Tükör képes hetilapokon és egyéb kiadványokban is jelentek meg fotói.
Szakmai lapban, a Fotóművészet 1975-ös kiadványában is megjelent ikonikus Camea-fotója.
Biológia-földrajz-világnézet tanárként szerzett diplomát, egyetem mellett modellkedett. Kislánya születésekor felhagyott a modell karrierrel, előbb gimnáziumi tanárként, később szakszervezetek nemzetközi kapcsolatok felelőseként dolgozott. Kiválóan beszél angolul és franciául.
Két gyermeke van, Laura és Szilárd.